# Thompsontrofén
Thompsontrofén (Thompson Trophy) var en deltävling i National Air Races, som genomfördes som en hastighetstävlan i en sluten bana runt två pyloner.
Trofén uppsattes 1929 av Charles E. Thompson som Thompson Cup. Året efter blev tävlingen en del av National Air Races och den genomfördes 1930 i Chicago under namnet Thompson Trophy. Tävlingsbanan är 10 miles lång med 15 m höga pyloner som markerar vändpunkterna i den ovala banan, eftersom man flyger på låg höjd i hög hastighet krävs att piloten är skicklig och att det flygande materialet fungerar klanderfritt, eftersom marginalerna vid ett motorstopp är mycket små. Tävlingarna har genomförts årligen med undantag av krigsåren 1940-1945. Efter kriget införde man förutom klassen kolvdrivna flygplan även klassen för jetmotorer. Då dessa klasser inte kan tävla mot varandra tvingades man tillverka ytterligare en trofé. Det medförde problem för tävlingsledningen då Roscoe Turner som vunnit tävlingen tre gånger och erövrat trofén vägrade att återlämna den. Slutligen återfann man originalformen och man tillverkade två nya troféer. Samtidigt ändrades texten på sockeln från Charles E Thompson Trophy till The Thompson Trophy. Trofén består av en bronsskulptur utförd av Walter A. Sinz, och trofén för kolvdrivna flygplan kan i dag beskådas på Crawford Auto Aviation Museum i Cleveland medan trofén för jetflygplan finns utställd på Air Force Museum i Dayton Ohio. Det ursprungliga priset som erövrades av Roscoe Turner donerades till National Air & Space Museum strax efter hans död. 

## Segrare av Thompsontrofén kolvmotordrivna flygplan
| År   | plats       | segrare              | flygplanstyp       | hastighet    |
| ---- | ----------- | -------------------- | ------------------ | ------------ |
| 1929 | Cleveland   | Doug Davis           | Travel Air         | 312,15 km/h  |
| 1930 | Chicago     | Charles Holman       | Laird LC-DW-300    | 324,87 km/h  |
| 1931 | Cleveland   | Lowell Bayles        | Gee Bee Z          | 380,109 km/h |
| 1932 | Cleveland   | James H. Doolittle   | Gee Bee R-1        | 406,652      |
| 1933 | Los Angeles | James Wedell         | Wedell-Williams 44 | 382,941      |
| 1934 | Cleveland   | Roscoe Turner        | Wedell-Williams 44 | 399,319 km/h |
| 1935 | Cleveland   | Harold Neumann       | Howard DGA-6       | 354,363 km/h |
| 1936 | Los Angeles | Michel Detroyat      | Caudron C-460      | 425,281 km/h |
| 1937 | Cleveland   | Rudy Kling           | Folkerts Sk-3      | 413,450 km/h |
| 1938 | Cleveland   | Roscoe Turner        | Turner LTR-14      | 456,112 km/h |
| 1939 | Cleveland   | Roscoe Turner        | Turner LTR-14      | 454,691 km/h |
| 1946 | Cleveland   | Alvin "Tex" Johnston | Bell P-39 Q        | 600,3 km/h   |
| 1947 | Cleveland   | Cook Cleland         | Cosair F2G         | 637,3 km/h   |
| 1948 | Cleveland   | Anson Johnson        | P-51D Mustang      | 637,3 km/h   |
| 1949 | Cleveland   | Cook Cleland         | Cosair F2G         | 638,9 km/h   |

## Segrare av Thompsontrofén jetmotordrivna flygplan
| År   | plats           | segrare           | flygplanstyp | hastighet    |
| ---- | --------------- | ----------------- | ------------ | ------------ |
| 1951 | Detroit         | överste Ascani    | F86-E        | 1 021,9 km/h |
| 1953 | Dayton          | general Holtoner  | F86-D        | 1 110,4 km/h |
| 1954 | Dayton          | kapten Sonnenberg | F86-H        | 1 113,6 km/h |
| 1955 | Edwards AFB     | överste Hanes     | F-100C       | 1 322,9 km/h |
| 1956 | NAWS China Lake | kommendör Windsor | F-8          | 1 633,5 km/h |
| 1957 | Mojave          | major Drew        | F-101A       | 1 942,4 km/h |
| 1958 | Edwards AFB     | kapten Irwin      | F-104A       | 2 259,5 km/h |
| 1959 | Edwards AFB     | major Rogers      | F-106A       | 2 424,2 km/h |
| 1961 | Edwards AFB     | major Confer      | B-58         | 2 066,4 km/h |